# Stampadammen
Stampadammen är en våtmark, tidigare sjö i Eksjö kommun i Småland och ingår i Emåns huvudavrinningsområde.